# Endasys melanopodis
Endasys melanopodis är en stekelart som beskrevs av Sawoniewicz och Luhman 1992. Endasys melanopodis ingår i släktet Endasys och familjen brokparasitsteklar. Inga underarter finns listade i Catalogue of Life.